# Vimpeli
Vimpeli, Zweeds: Vindala, is een gemeente in Finland. De gemeente heeft een landoppervlakte van 287,32 km² en telt 2.671 inwoners (2022).
Meer dan de helft van alle ski's die in de Winteroorlog door het Finse leger werden gebruikt, waren in Vimpeli gemaakt.

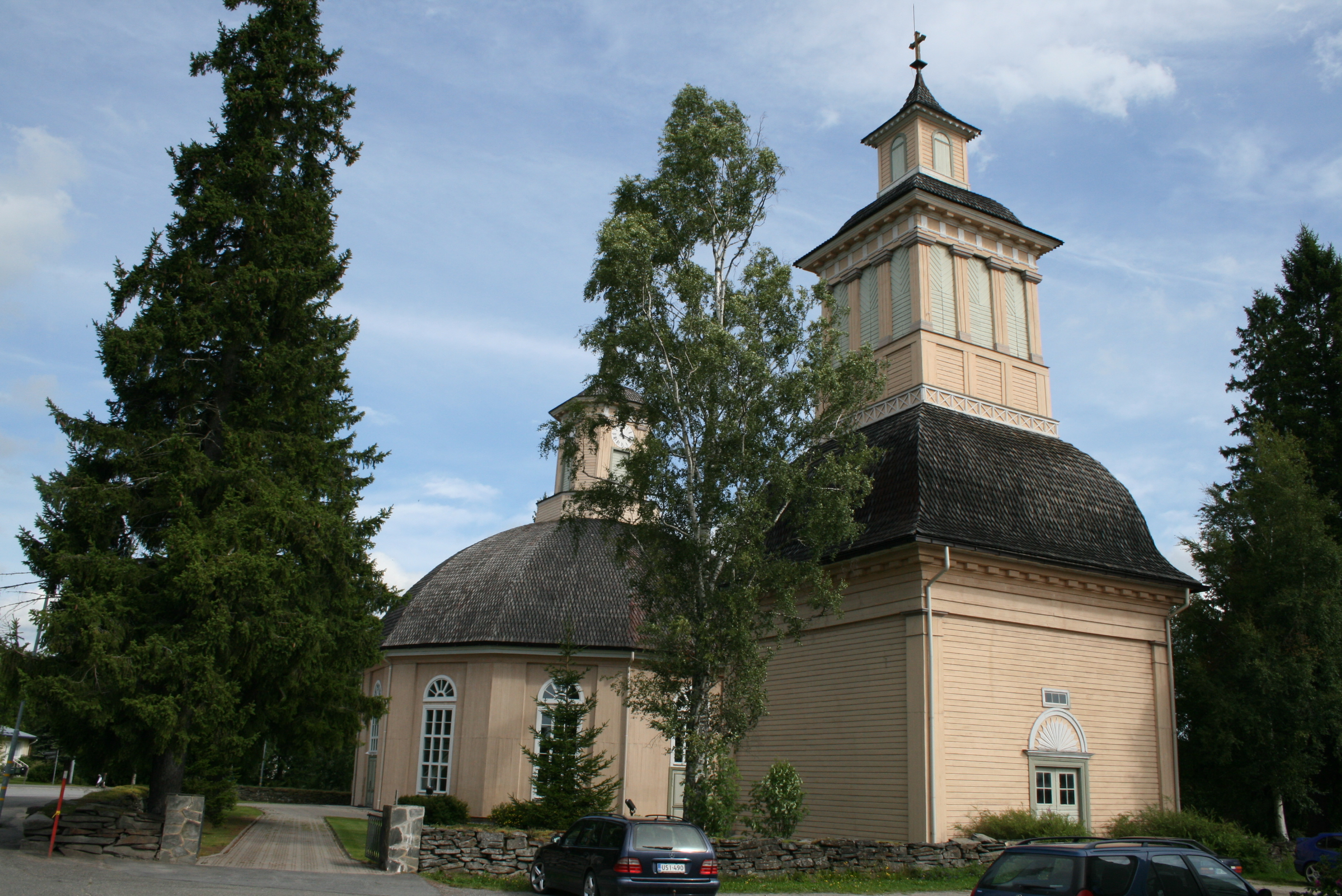
kerk
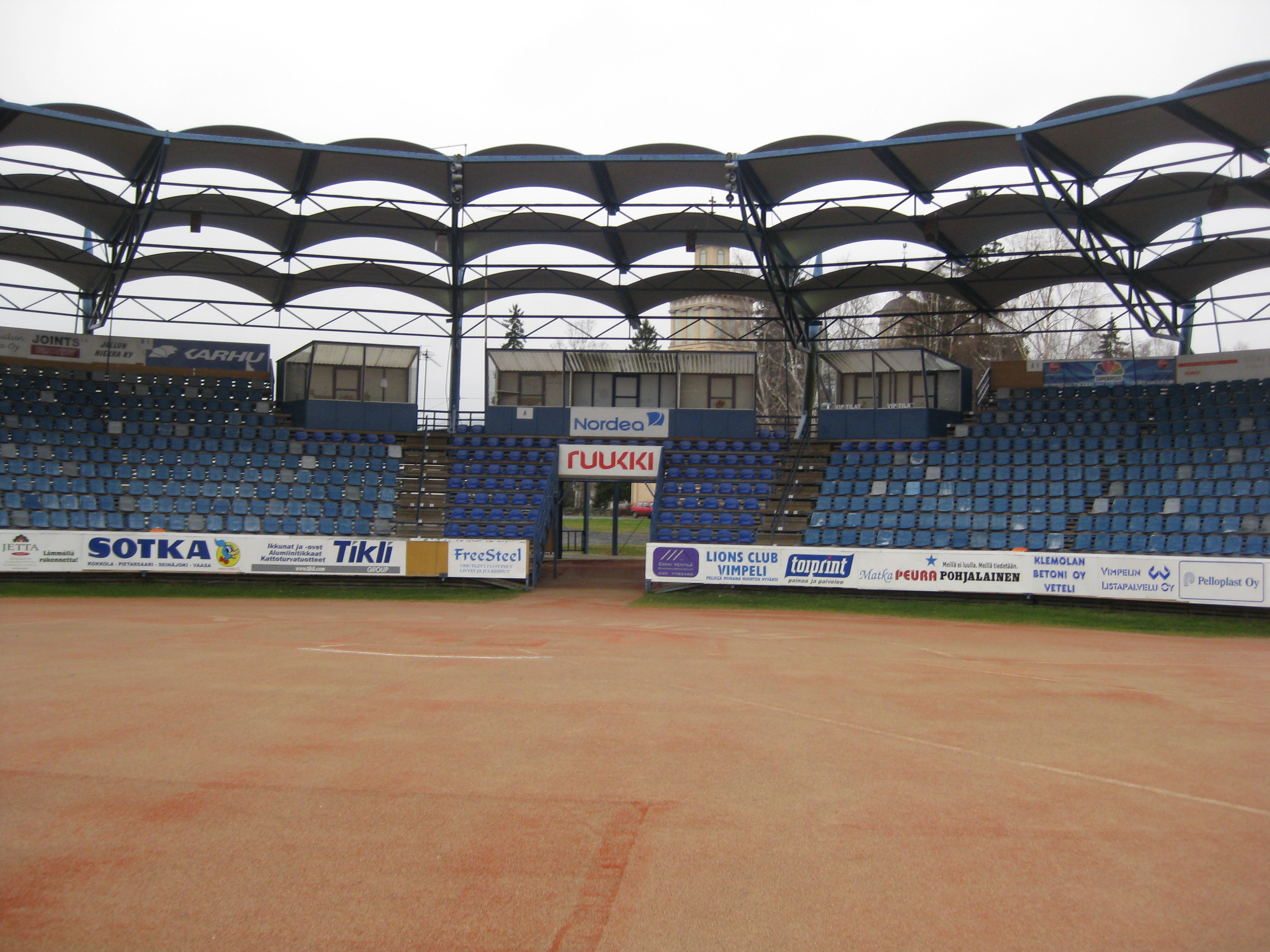
stadion